# Cardenio
Cardenio es una obra de teatro perdida perteneciente al teatro jacobeo, atribuida a John Fletcher y William Shakespeare, titulada Historia de Cardenio. También se la conoce como Historia del loco Cardenio o, simplemente, Cardenio. Sabemos de su existencia porque fue representada dos veces por la compañía de teatro inglesa King's Men en 1613. En 2007, la obra fue parcialmente reconstruida por el experto estadounidense Gary Taylor a partir de fragmentos de la pieza identificados en Double Falsehood (1727), del escritor británico Lewis Theobald.
El nombre hace referencia a Cardenio, un personaje de la primera parte de Don Quijote de la Mancha (1605).

## Personajes
| - El Duque, Don Ricardo de Aguilar - Don Pedro de Aguilar, su hijo mayor - Camilo - Cardenio, hijo de Camilo - Luscinda (o Lucinda), amada de Cardenio - Don Bernardo, padre de Luscinda - Don Fernando de Aguilar, segundo hijo del Duque - Un criado de Don Fernando - Fabián - López | - Dorotea - Una criada de Dorotea - Gerardo, criado de Don Fernando - Un ciudadano - Un criado de Dorotea - El dueño de los rebaños - Primer pastor - Segundo pastor - Un caballero [Cortesanos, una criada, un sacerdote, uno o dos pastores, un caballero, servidores] |

## Historia
La primera parte del Don Quijote había sido ya traducida al inglés en 1612 por Thomas Shelton; el episodio de Cardenio inspiró una obra compuesta al alimón entre William Shakespeare y John Fletcher. Parece ser que el manuscrito de la pieza desapareció en un incendio que sufrió el teatro Globe en 1613; pero una copia de la misma, sin embargo, fue citada como Historia de Cardenio y atribuida a Fletcher y Shakespeare en 1653. Y, en 1727, Lewis Theobald dijo haber compuesto su obra Double Falsehood refundiendo tres manuscritos, uno de los cuales habría sido el de la obra perdida de Shakespeare y Fletcher. Es cierto que esta obra posee la trama de la historia de Cardenio, tal y como aparece en la primera parte de Don Quijote, y todo conduce a pensar que, en efecto, Theobald tuvo en sus manos un manuscrito de la obra perdida. 
En 2007 se logró autentificar un manuscrito como la obra de Shakespeare y Fletcher sobre Cardenio.